# Stenalcidia roccaria
Stenalcidia roccaria är en fjärilsart som beskrevs av Charles Oberthür 1883. Stenalcidia roccaria ingår i släktet Stenalcidia och familjen mätare. Inga underarter finns listade i Catalogue of Life.